# Beta (planta)
Beta es un género de fanerógamas,   familia de las  Amaranthaceae.  Los más conocidos miembros son: 
- Remolacha, Beta vulgaris.
- Acelga, Beta vulgaris var. cicla.

## Descripción
Son hierbas suculentas con tallo fruncido y hojas alternas, generalmente enteras. Flores perfectas, solitarias o agrupadas en  inflorescencias axilares; cada grupo unidos por sus bases; brácteas pequeñas herbáceas; bracteolas muy pequeñas o ausentes. Perianto con 5 lóbulos. Utrículo (fruta) encerrado dentro del perianto y connados por sus bases para formar una inflamación que se desprende en la madurez. Semilla lenticular o reniforme, brillante.
Comprende 59 especies descritas y de estas, solo 12 aceptadas.

## Taxonomía
El género fue descrito por Carlos Linneo y publicado en Species Plantarum 1: 222. 1753. La especie tipo es: Beta vulgaris L.	

## Especies aceptadas
A continuación se brinda un listado de las especies del género Beta (planta) aceptadas hasta octubre de 2012, ordenadas alfabéticamente. Para cada una se indica el nombre binomial seguido del autor, abreviado según las convenciones y usos.
- Beta corolliflora Zosimovic ex Buttler
- Beta lomatogona Fisch. & C.A.Mey.
- Beta macrocarpa Guss.
- Beta macrorhiza Steven
- Beta nana Boiss. & Heldr.
- Beta palonga R.K.Basu & K.K.Mukh.
- Beta patellaris Moq.
- Beta patula Aiton
- Beta procumbens C.Sm. ex Hornem.
- Beta trigyna Waldst. & Kit.
- Beta vulgaris L.
- Beta webbiana Moq.